# Rossie (Iowa)
Rossie es una ciudad ubicada en el condado de Clay en el estado estadounidense de Iowa. En el Censo de 2010 tenía una población de 70 habitantes y una densidad poblacional de 183,86 personas por km².

## Geografía
Rossie se encuentra ubicada en las coordenadas 43°0′49″N 95°11′19″O / 43.01361, -95.18861. Según la Oficina del Censo de los Estados Unidos, Rossie tiene una superficie total de 0.38 km², de la cual 0.38 km² corresponden a tierra firme y (0%) 0 km² es agua.

## Demografía
Según el censo de 2010, había 70 personas residiendo en Rossie. La densidad de población era de 183,86 hab./km². De los 70 habitantes, Rossie estaba compuesto por el 95.71% blancos, el 0% eran afroamericanos, el 0% eran amerindios, el 0% eran asiáticos, el 0% eran isleños del Pacífico, el 0% eran de otras razas y el 4.29% pertenecían a dos o más razas. Del total de la población el 5.71% eran hispanos o latinos de cualquier raza.